# NGC 5728
NGC 5728 est une galaxie spirale intermédiaire située dans la constellation de la Balance. Sa vitesse par rapport au fond diffus cosmologique est de 3 020 ± 18 km/s, ce qui correspond à une distance de Hubble de 44,5 ± 3,1 Mpc (∼145 millions d'al). NGC 5728 a été découverte par l'astronome germano-britannique William Herschel en 1787.

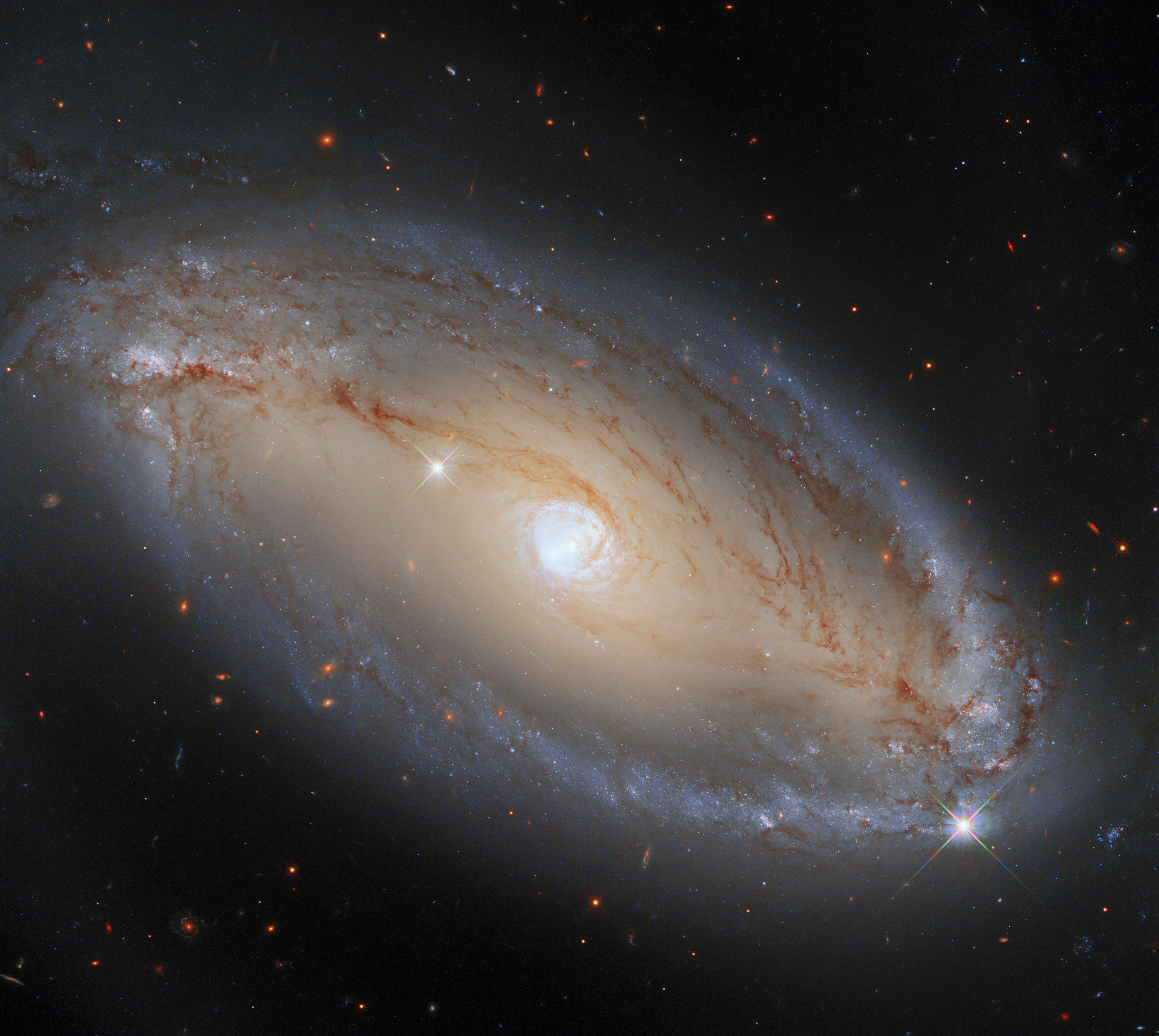
NGC 5728 par le télescope spatial Hubble.

NGC 5728 a été utilisée par Gérard de Vaucouleurs comme une galaxie de type morphologique (R1)SAB(r)a dans son atlas des galaxies,.
La classe de luminosité de NGC 5728 est I et elle présente une large raie HI. Elle renferme également des régions d'hydrogène ionisé. C'est une galaxie active de type Seyfert 2. La luminosité de NGC 5728 dans l'infrarouge lointain (de 40 à 400 µm)  est égale à 3,16 × 1010 {\displaystyle L_{\odot }} (1010,50{\displaystyle L_{\odot }}) et sa luminosité totale dans l'infrarouge (de 8 à 1 000 µm) est de 3,98 × 1010 {\displaystyle L_{\odot }} (1010,60{\displaystyle L_{\odot }}).
À ce jour, 18 mesures non basées sur le décalage vers le rouge (redshift) donnent une distance de 29,800 ± 5,766 Mpc (∼97,2 millions d'al), ce qui est à l'extérieur des valeurs de la distance de Hubble. Notons que c'est avec la valeur moyenne des mesures indépendantes, lorsqu'elles existent, que la base de données NASA/IPAC calcule le diamètre d'une galaxie et qu'en conséquence le diamètre de NGC 5728 pourrait être d'environ 43,9 kpc (∼143 000 al) si on utilisait la distance de Hubble pour le calculer.

## Un disque entourant le noyau
Grâce aux observations du télescope spatial Hubble, on a détecté un disque de formation d'étoiles autour du noyau de NGC 5728. La taille de son demi-grand axe est estimée à 1 100 pc (~3 590 années-lumière).

## Trou noir supermassif
Une étude réalisée  en 2007 auprès de 90 galaxies de type Seyfert 2 utilisant la dispersion des vitesses a permis d'estimer la masse des trous noirs supermassifs centraux de celles-ci. Pour NGC 5728, la masse du trou noir est égale à 162 × 106 {\displaystyle M_{\odot }} (107,56).
Selon une étude publiée en 2009 et basée sur la vitesse interne de la galaxie mesurée par le télescope spatial Hubble, la masse du trou noir supermassif au centre de NGC 5728 serait comprise entre 62 millions et 240 millions de {\displaystyle M_{\odot }}.
Une troisième étude publiée en 2012 et basée sur la dispersion des vitesses de la région centrale de NGC 5728, la masse du trou noir serait de 162 millions de {\displaystyle M_{\odot }} (108,21).
Selon les auteurs d'un article publié en 2012, la connaissance de la masse d'un trou noir central et du taux d'accrétion par celui-ci permet d'estimer le taux de formation d'étoiles dans la région centrale des galaxies de type Seyfert. Ce taux pour NGC 5631 serait à l'intérieur et à l'extérieur d'un rayon de 1 kpc respectivement de 1,4 {\displaystyle M_{\odot }}/an  et de 1,7 {\displaystyle M_{\odot }}/an
.

## Supernova
La supernova SN 2009Y a été découverte indépendamment le 1er février 2009 dans NGC 5728 par l'astronome Ralph Martin dans le cadre du programme Perth Automated Supernova Search de l'observatoire de Perth en Australie-Occidentale ainsi que par C. Griffith, S. B. Cenko, W. Li et A. V. Filippenko dans le cadre du programme conjoint LOSS/KAIT (Lick Observatory Supernova Search de l'observatoire Lick et The Katzman Automatic Imaging Telescope de l'université de Californie à Berkeley. Cette supernova était de type Ia.